# Isaac Deutscher
Isaac Deutscher (3 de abril de 1907 — 19 de agosto de 1967) foi um escritor polonês, jornalista e ativista político que se mudou para o Reino Unido no início da Segunda Guerra Mundial. Ele é mais conhecido como biógrafo de Leon Trotsky e Joseph Stalin e como comentarista sobre assuntos soviéticos. Sua biografia em três volumes de Trotsky, em particular, foi altamente influente entre os britânicos New Left.
Marxista, foi biógrafo de Leon Trotsky e Joseph Stalin. Membro do Partido Comunista Polaco em 1926, excluído por "superestimar" do “perigo Nazista”, oposicionista, demonstra desacordo pela formação imediata da IV Internacional. Foi autor da famosa trilogia sobre Trotsky, O Profeta Armado, O Profeta Desarmado e O Profeta Banido.